# 细形薹草
细形薹草（学名：Carex tenuiformis）为莎草科薹草属的植物。分布于朝鲜、日本、俄罗斯东西伯利亚和远东地区以及中国大陆的黑龙江、内蒙古等地，生长于海拔200米至700米的地区，多生于林缘草地、灌丛下、林下或山坡阳处，目前尚未由人工引种栽培。